# Torneo de ajedrez de la AVRO 1938
El torneo AVRO fue un torneo de ajedrez disputado en los Países Bajos en 1938, patrocinado por la radiodifusora pública neerlandesa AVRO (Algemeene Vereeniging Radio Omroep). La intención inicial de los holandeses era que del torneo saliera el rival que disputara el título mundial al vigente campeón Alexander Alekhine, match que la compañía deseaba patrocinar. Está considerado uno de los torneos más fuertes de la historia del ajedrez. 
Participaron ocho de los mejores jugadores del momento: el entonces campeón mundial Alexander Alekhine, los excampeones José Raúl Capablanca y Max Euwe, y los potenciales retadores Mijaíl Botvínnik, Paul Keres, Reuben Fine, Samuel Reshevsky y Salo Flohr. Keres y Fine ocuparon las dos primeras posiciones con 8,5 puntos de 14 posibles, aunque correspondió la victoria a Keres, que derrotó a Fine en su balance particular (+1 =1), por sistema de desempate. 

## Antecedentes
Antes de la muerte de Alexander Alekhine, y de que la FIDE se apropiase del título de Campeón del Mundo de Ajedrez, el dueño del título era su poseedor. Eso daba pie a muchos abusos, ya que frecuentemente se negaban a ponerlo en juego ante jugadores que podían ganarlo. Así sucedió con Emanuel Lasker y Siegbert Tarrasch y con José Raúl Capablanca y Alexander Alekhine, tanto de aquel a éste como de éste a aquel. Por otra parte, las condiciones en las que ponía el título en juego eran leoninas, y siempre incluían la revancha.
Mucho antes de que la FIDE tomase las riendas del título había una conciencia generalizada de que había que terminar con la tiranía de los campeones. Así, se pensó en organizar un torneo de gran nivel en el que el ganador adquiría el derecho a retar al campeón del mundo. El primer intento fue el torneo de ajedrez de Nueva York de 1927 que dio derecho a Alekhine a retar a Capablanca. Pero este torneo quedó deslucido por la ausencia de Lasker y Akiba Rubinstein. Y tras la triunfo de Alekhine la experiencia se frustró.
El torneo fue organizado con la esperanza de hallar un retador para Alekhine, aunque no se trató de un torneo de Candidatos oficial. Sin embargo, cuando la Federación Internacional de Ajedrez, después de la muerte de Alekhine en 1946), organizó el Campeonato mundial de ajedrez de 1948 invitó a los seis participantes que aún estaban con vida (Capablanca también había muerto). Flohr fue reemplazado por Vasily Smyslov y Fine decidió no concurrir.

## Resultados
| # | Jugador              | 1  | 2  | 3  | 4  | 5  | 6  | 7  | 8  | Total |
| - | -------------------- | -- | -- | -- | -- | -- | -- | -- | -- | ----- |
| 1 | Paul Keres           | XX | 1= | == | == | 1= | == | 1= | == | 8,5   |
| 2 | Reuben Fine          | 0= | XX | 1= | 10 | 10 | 11 | == | 1= | 8,5   |
| 3 | Mijaíl Botvínnik     | == | 0= | XX | =0 | 1= | 1= | =1 | == | 7,5   |
| 4 | Max Euwe             | == | 01 | =1 | XX | 0= | 0= | 01 | 1= | 7,0   |
| 5 | Samuel Reshevsky     | 0= | 01 | 0= | 1= | XX | == | == | 1= | 7,0   |
| 6 | Alexander Alekhine   | == | 00 | 0= | 1= | == | XX | =1 | =1 | 7,0   |
| 7 | José Raúl Capablanca | 0= | == | =0 | 10 | == | =0 | XX | =1 | 6,0   |
| 8 | Salo Flohr           | == | 0= | == | 0= | 0= | =0 | =0 | XX | 4,5   |

Con esto tanto Keres como Fine tenían derecho a retar a Alekhine, pero las reticencias de éste y el estallido de la Segunda Guerra Mundial frustraron el proyecto. 